# Estación de Tournus
La estación de Tournus es una estación ferroviaria francesa de la línea París - Marsella, situada en la comuna de Tournus, en el departamento de Saona y Loira, en la región de Borgoña. Por ella transitan únicamente trenes regionales.

## Situación ferroviaria
La estación se encuentra en la línea férrea París-Marsella (PK 407,753). 

## Descripción
La estación se compone de dos andenes laterales y de dos vías. Dispone de atención comercial toda la semana y de máquinas expendedoras de billetes. 

## Servicios ferroviarios

### Regionales
Los TER Borgoña enlazan recorren los siguientes trazados:
- Línea Chalon-sur-Saône - Mâcon.
- Línea Dijon - Lyon / Grenoble / Mâcon.